# Hydropsyche theodoriana
Hydropsyche theodoriana is een schietmot uit de familie Hydropsychidae. De soort komt voor in het Palearctisch gebied.